# Acoustic Kitty
Acoustic Kitty var ett amerikanskt program som gick ut på att träna och använda tamkatter för att spionera på och avlyssna utländska statstjänstemän.
Programmet skapades i början av 1960-talet och administrerades av USA:s underrättelsetjänst Central Intelligence Agency (CIA). De katter som skulle användas hade fått inopererade mikrofoner i deras öronkanaler; sändare i deras kranier; antenner gjorda av tunna kablar, som gick från huvud till svans, och som var insydda i deras pälsar. Katterna hade också inopererade batterier men var de var placerade är dock ej känt.
Det första uppdraget för Acoustic Kitty var att en katt skulle smita in på den sovjetiska ambassaden i Washington, D.C. och genomföra avlyssningar. Uppdraget misslyckades dock på grund av katten blev ihjälkörd av en taxi nästan direkt efter att den hade blivit släppt.
Programmet upphördes 1967 efter att CIA bedömde att katterna var för svåra att träna för att vara bra spioner åt underrättelsetjänsten. De katter som användes blev enkelt distraherade och framförallt när de var hungriga eller uttråkade. CIA hade till och med försökt få bukt på katternas hunger via kirurgi. Hela programmet kostade CIA uppemot 20 miljoner amerikanska dollar. CIA tyckte dock inte att programmet var helt bortkastat eftersom det hade visat sig att det gick faktiskt att få katterna att utföra uppdrag i närområdet där de släpptes ut.
Acoustic Kitty kom till allmänhetens kännedom 2001 när delar av programmet blev offentlig.